# Панюков Віктор Порфирович
Віктор Порфирович Панюков (нар. 24 березня 1918, Баку — пом. 11 листопада 1972, Тбілісі, Грузинська РСР, СРСР) — радянський футболіст, нападник і півзахисник. Заслужений майстер спорту.

## Спортивна кар'єра
На початку футбольної кар'єри виступав за п'ятигорський «Спартак» (1936), смоленські команди БЧА (1937) і «Динамо» (1938). Протягом двох сезонів був гравцем «Локомотива» зі столиці Грузії. 1939 року «залізничники» завершили чемпіонат у «групі Б» на другій позиції, а Віктор Панюков став найрезультативнішим гравцем команди — 10 забитих м'ячів.
Своєю грою привернув увагу керівництва тбіліського «Динамо», кольори якого захищав до 1952 року. Універсальний гравець з широким діапазоном дій, володів потужним ударом. У першому сезоні «динамівці» стали віце-чемпіонами, а Панюков відразу став гравцем основного складу.
Продовжував виступати за грузинську команду і після війни. 1946 року грав у фіналі кубка СРСР проти московського «Спартака» (поразка 2:3). У чемпіонатах СРСР здобув дві срібні і три бронзові нагороди.
1948 року отримав почесне спортивне звання «Заслуженний майстер спорту» (разом з одноклубниками Григорієм Гагуа, Арчілом Кікнадзе і Сергієм Шудрою). На час завершення виступів, рекордсмен команди за кількістю проведених ігор в еліті радянського футболу — 194 матчі (39 голів).
1956 року очолював бакинський «Нафтовик» (п'яте місце у другій зоні «класу Б»). Працював тренером у батумському «Динамо» та юнацьких командах Тбілісі.

## Досягнення
- Другий призер чемпіонату СРСР (2): 1940, 1951
- Третій призер чемпіонату СРСР (3): 1946, 1947, 1950
- Фіналіст кубка СРСР (1): 1946

## Статистика
Статистика виступів в офіційних матчах:
| Сезон             | Команда           | Чемпіонат | Чемпіонат | Чемпіонат | Кубок | Кубок |
| Сезон             | Команда           | Ліга      | Ігри      | Голи      | Ігри  | Голи  |
| ----------------- | ----------------- | --------- | --------- | --------- | ----- | ----- |
| 1938              | «Локомотив» Тб    | Д-1       | 6         | 2         |       |       |
| 1939              | «Локомотив» Тб    | Д-2       | 22        | 10        |       |       |
| 1940              | «Динамо» Тб       | Д-1       | 22        | 6         | —     | —     |
| 1941              | «Динамо» Тб       | Д-1       | 8         | 6         | —     | —     |
| 1944              | «Динамо» Тб       | —         | —         | —         | 1     | 0     |
| 1945              | «Динамо» Тб       | Д-1       | 17        | 6         |       |       |
| 1946              | «Динамо» Тб       | Д-1       | 21        | 10        | 3     | 1     |
| 1947              | «Динамо» Тб       | Д-1       | 24        | 4         | 2     | 0     |
| 1948              | «Динамо» Тб       | Д-1       | 25        | 7         | 3     | 1     |
| 1949              | «Динамо» Тб       | Д-1       | 28        | 5         | 3     | 1     |
| 1950              | «Динамо» Тб       | Д-1       | 24        | 1         | 3     | 0     |
| 1951              | «Динамо» Тб       | Д-1       | 23        | 0         | 2     | 0     |
| 1952              | «Динамо» Тб       | Д-1       | 10        | 0         | —     | —     |
| Усього за кар'єру | Усього за кар'єру | Д-1       | 208       | 47        | 17    | 3     |
| Усього за кар'єру | Усього за кар'єру | Д-2       | 22        | 10        | 17    | 3     |